# Sphecosoma ecuadora
Sphecosoma ecuadora là một loài bướm đêm thuộc phân họ Arctiinae, họ Erebidae.